# Olympische Sommerspiele 2012/Wasserball
Bei den Olympischen Sommerspielen 2012 in der britischen Hauptstadt London fanden vom 29. Juli bis zum 12. August zwei Wettbewerbe im Wasserball statt.
Am Turnier der Frauen nahmen bei der vierten Ausspielung zum dritten Mal in Folge acht Mannschaften teil, am Turnier der Männer wie gewohnt zwölf.
Austragungsort war die temporär errichtete Water Polo Arena im Olympiapark.

## Olympisches Turnier der Männer
Es gab zwei Vorrundengruppen mit je sechs Teams; jedes Team spielte einmal gegen die anderen fünf. Die vier Bestplatzierten beider Gruppen spielten im Viertelfinale über Kreuz gegeneinander. Die Viertelfinalsieger rückten ins Halbfinale vor, während die Viertelfinalverlierer Platzierungsspiele austrugen. Schließlich spielten die Halbfinalsieger um die Goldmedaille, die Halbfinalverlierer um die Bronzemedaille.

### Medaillengewinner
| Platz | Land | Sportler |
| ----- | ---- | --- |
| 1     | CRO  | Samir Barać, Miho Bošković, Ivan Buljubašić, Damir Burić, Andro Bušlje, Nikša Dobud, Maro Joković, Frano Vićan, Petar Muslim, Paulo Obradović, Igor Hinić, Josip Pavić, Sandro Sukno Trainer: Ratko Rudić                                                  |
| 2     | ITA  | Matteo Aicardi, Massimo Giacoppo, Maurizio Felugo, Danijel Premuš, Pietro Figlioli, Deni Fiorentini, Valentino Gallo, Alex Giorgetti, Niccolò Gitto, Giacomo Pastorino, Amaurys Pérez, Christian Presciutti, Stefano Tempesti Trainer: Alessandro Campagna |
| 3     | SRB  | Milan Aleksić, Filip Filipović, Živko Gocić, Dušan Mandić, Stefan Mitrović, Slobodan Nikić, Duško Pijetlović, Gojko Pijetlović, Andrija Prlainović, Nikola Rađen, Aleksa Šaponjić, Slobodan Soro, Vanja Udovičić Trainer: Dejan Udovičić                   |

### Vorrunde
Gruppe A
| Platz | Team         | Siege | Unent. | Ndlg. | Tore  | Diff. | Punkte |
| ----- | ------------ | ----- | ------ | ----- | ----- | ----- | ------ |
| 1.    | Kroatien     | 5     | 0      | 0     | 50:29 | +21   | 10     |
| 2.    | Italien      | 3     | 1      | 1     | 40:36 | +04   | 7      |
| 3.    | Spanien      | 3     | 0      | 2     | 52:42 | +10   | 6      |
| 4.    | Australien   | 2     | 0      | 3     | 40:44 | −04   | 4      |
| 5.    | Griechenland | 1     | 1      | 3     | 41:43 | −02   | 3      |
| 6.    | Kasachstan   | 0     | 0      | 5     | 24:53 | −29   | 0      |

| Tag       | Zeit  | Begegnung                 | Ergebnis                  |
| --------- | ----- | ------------------------- | ------------------------- |
| 29. Juli  | 10:00 | Griechenland – Kroatien   | 6:8 (2:1, 1:2, 1:2, 2:3)  |
| 29. Juli  | 11:20 | Kasachstan – Spanien      | 6:14 (2:4, 1:5, 1:3, 2:2) |
| 29. Juli  | 14:10 | Italien – Australien      | 8:5 (3:0, 2:2, 0:1, 3:2)  |
| 31. Juli  | 11:20 | Kroatien – Spanien        | 8:7 (2:1, 3:2, 2:4, 1:0)  |
| 31. Juli  | 14:10 | Australien – Kasachstan   | 7:4 (2:1, 2:0, 2:2, 1:1)  |
| 31. Juli  | 15:30 | Griechenland – Italien    | 7:7 (2:1, 1:2, 2:3, 2:1)  |
| 2. August | 10:00 | Spanien – Australien      | 13:9 (2:1, 3:3, 4:1, 4:4) |
| 2. August | 11:20 | Kasachstan – Griechenland | 4:11 (1:2, 0:4, 1:3, 2:2) |
| 2. August | 19:40 | Italien – Kroatien        | 6:11 (3:4, 1:1, 1:3, 1:3) |
| 4. August | 11:20 | Kroatien – Australien     | 11:6 (2:1, 3:1, 3:2, 3:2) |
| 4. August | 14:10 | Griechenland – Spanien    | 9:11 (3:4, 2:4, 2:1, 2:2) |
| 4. August | 15:30 | Italien – Kasachstan      | 9:6 (4:2, 4:2, 1:1, 0:1)  |
| 6. August | 10:00 | Kasachstan – Kroatien     | 4:12 (0:4, 1:1, 2:4, 1:3) |
| 6. August | 11:20 | Griechenland – Australien | 8:13 (2:3, 3:5, 1:3, 2:2) |
| 6. August | 19:40 | Spanien – Italien         | 7:10 (0:2, 3:4, 1:2, 3:2) |

Gruppe B
| Platz | Team           | Siege | Unent. | Ndlg. | Tore  | Diff. | Punkte |
| ----- | -------------- | ----- | ------ | ----- | ----- | ----- | ------ |
| 1.    | Serbien        | 4     | 1      | 0     | 69:38 | +31   | 9      |
| 2.    | Montenegro     | 3     | 1      | 1     | 54:41 | +13   | 7      |
| 3.    | Ungarn         | 3     | 0      | 2     | 65:52 | +13   | 6      |
| 4.    | USA            | 3     | 0      | 2     | 43:44 | −01   | 6      |
| 5.    | Rumänien       | 1     | 0      | 4     | 40:47 | −07   | 2      |
| 6.    | Großbritannien | 0     | 0      | 5     | 28:77 | −49   | 0      |

| Tag       | Zeit  | Begegnung                   | Ergebnis                   |
| --------- | ----- | --------------------------- | -------------------------- |
| 29. Juli  | 15:30 | Ungarn – Serbien            | 10:14 (2:2, 1:3, 3:5, 4:4) |
| 29. Juli  | 18:20 | Rumänien – Großbritannien   | 13:4 (2:1, 4:0, 3:2, 4:1)  |
| 29. Juli  | 19:40 | Montenegro – USA            | 7:8 (1:1, 1:3, 2:2, 3:2)   |
| 31. Juli  | 10:00 | Ungarn – Montenegro         | 10:11 (2:2, 3:4, 3:3, 2:2) |
| 31. Juli  | 18:20 | Serbien – Großbritannien    | 21:7 (3:3, 7:2, 6:1, 5:1)  |
| 31. Juli  | 19:40 | USA – Rumänien              | 10:8 (3:3, 1:2, 3:0, 3:3)  |
| 2. August | 14:10 | Montenegro – Serbien        | 11:11 (1:3, 2:1, 5:4, 3:3) |
| 2. August | 15:30 | Rumänien – Ungarn           | 15:17 (4:5, 5:4, 2:5, 4:3) |
| 2. August | 18:20 | Großbritannien – USA        | 7:13 (0:5, 3:3, 3:2, 1:3)  |
| 4. August | 10:00 | Montenegro – Rumänien       | 12:8 (3:1, 2:1, 3:2, 4:4)  |
| 4. August | 18:20 | Ungarn – Großbritannien     | 17:6 (6:1, 5:4, 4:0, 2:1)  |
| 4. August | 19:40 | Serbien – USA               | 11:6 (4:1, 1:2, 3:1, 3:2)  |
| 6. August | 14:10 | Rumänien – Serbien          | 4:12 (0:3, 1:3, 0:4, 3:2)  |
| 6. August | 15:30 | Ungarn – USA                | 11:6 (1:0, 5:2, 4:1, 1:3)  |
| 6. August | 18:20 | Großbritannien – Montenegro | 4:13 (1:4, 2:4, 1:2, 0:3)  |

### Finalrunde
|  | Viertelfinale | Viertelfinale |            |            | Halbfinale       | Halbfinale |  |  | Finale     | Finale     |
|  |               |               |            |            |                  |            |  |  |            |            |
|  | 8. August     |               |            |            |                  |            |  |  |            |            |
|  | Kroatien      | 8             |            |            |                  |            |  |  |            |            |
|  | Kroatien      | 8             | 10. August |            |                  |            |  |  |            |            |
|  | USA           | 2             |            |            |                  |            |  |  |            |            |
|  | USA           | 2             | Kroatien   | 7          |                  |            |  |  |            |            |
|  |               |               | Kroatien   | 7          |                  |            |  |  |            |            |
|  |               | Montenegro    | 5          |            |                  |            |  |  |            |            |
|  | Spanien       | Montenegro    | 5          | 9          |                  |            |  |  |            |            |
|  | Spanien       |               |            | 9          |                  |            |  |  |            |            |
|  | Montenegro    | 11            |            | 12. August | 12. August       |            |  |  |            |            |
|  | 8. August     | 8. August     | Kroatien   | 8          |                  |            |  |  |            |            |
|  | 8. August     | 8. August     |            | Italien    | 6                |            |  |  |            |            |
|  | Italien       | 11            |            |            |                  |            |  |  |            |            |
|  | Ungarn        | 9             |            |            |                  |            |  |  |            |            |
|  | Ungarn        | 9             | Italien    | 9          |                  |            |  |  |            |            |
|  |               |               | Italien    | 9          | Spiel um Platz 3 |            |  |  |            |            |
|  |               | Serbien       | 7          |            |                  |            |  |  |            |            |
|  | Australien    | Serbien       | 7          | 8          | Montenegro       | 11         |  |  |            |            |
|  | Australien    | 10. August    |            | 8          | Montenegro       | 11         |  |  |            |            |
|  | Serbien       | 11            |            | Serbien    | 12               |            |  |  |            |            |
|  | Serbien       | 11            |            |            | 12               |            |  |  |            |            |
|  | 8. August     | 8. August     |            |            |                  |            |  |  | 12. August | 12. August |

Viertelfinale
| Tag       | Zeit  | Begegnung            | Ergebnis                  |
| --------- | ----- | -------------------- | ------------------------- |
| 8. August | 14:30 | Spanien – Montenegro | 9:11 (4:4, 1:3, 1:3, 3:1) |
| 8. August | 15:50 | Australien – Serbien | 8:11 (3:2, 4:2, 1:2, 0:5) |
| 8. August | 18:40 | Italien – Ungarn     | 11:9 (2:2, 3:2, 3:1, 3:4) |
| 8. August | 20:00 | Kroatien – USA       | 8:2 (2:0, 3:0, 2:2, 1:0)  |

Halbfinale
| Tag        | Zeit  | Begegnung             | Ergebnis                 |
| ---------- | ----- | --------------------- | ------------------------ |
| 10. August | 15:40 | Kroatien – Montenegro | 7:5 (3:1, 2:0, 2:2, 0:2) |
| 10. August | 19:50 | Italien – Serbien     | 9:7 (4:2, 2:2, 2:1, 1:2) |

Platzierungsspiele 5–8
| Tag        | Zeit  | Begegnung           | Ergebnis                  |
| ---------- | ----- | ------------------- | ------------------------- |
| 10. August | 14:20 | USA – Spanien       | 7:8 (1:3, 1:2, 2:1, 3:2)  |
| 10. August | 18:30 | Ungarn – Australien | 10:9 (4:2, 2:4, 1:0, 3:3) |

Spiel um Platz 7
| Tag        | Zeit  | Begegnung        | Ergebnis                  |
| ---------- | ----- | ---------------- | ------------------------- |
| 12. August | 10:20 | USA – Australien | 9:10 (1:3, 2:2, 1:3, 5:2) |

Spiel um Platz 5
| Tag        | Zeit  | Begegnung        | Ergebnis                  |
| ---------- | ----- | ---------------- | ------------------------- |
| 12. August | 11:40 | Spanien – Ungarn | 8:14 (1:4, 2:3, 1:5, 4:2) |

Spiel um Platz 3
| Tag        | Zeit  | Begegnung            | Ergebnis                   |
| ---------- | ----- | -------------------- | -------------------------- |
| 12. August | 14:30 | Montenegro – Serbien | 11:12 (2:3, 3:1, 5:4, 1:4) |

Finale
| Tag        | Zeit  | Begegnung          | Ergebnis                 |
| ---------- | ----- | ------------------ | ------------------------ |
| 12. August | 15:50 | Kroatien – Italien | 8:6 (1:2, 2:0, 2:1, 3:3) |

## Olympisches Turnier der Frauen
Es gab zwei Vorrundengruppen mit je vier Teams, wobei jedes Team einmal gegen die anderen drei spielte. Die Vorrunde diente nur der Festlegung der Viertelfinalpaarungen. Die Sieger der Viertelfinals rückten in das Halbfinale vor, die Verlierer trugen Platzierungsspiele aus. Schließlich spielten die Halbfinalsieger um die Goldmedaille, die Halbfinalverlierer um die Bronzemedaille.

### Medaillengewinnerinnen
| Platz | Land | Sportlerinnen |
| ----- | ---- | --- |
| 1     | USA  | Tumua Anae, Betsey Armstrong, Kami Craig, Annika Dries, Courtney Mathewson, Heather Petri, Kelly Rulon, Melissa Seidemann, Jessica Steffens, Maggie Steffens, Brenda Villa, Lauren Wenger, Elsie Windes |
| 2     | ESP  | Marta Bach, Andrea Blas, Ana Copado, Anna Espar, Laura Ester, Maica García, Laura López, Ona Meseguer, Lorena Miranda, Matilde Ortiz, Jennifer Pareja, María del Pilar Peña, Roser Tarragó              |
| 3     | AUS  | Gemma Beadsworth, Victoria Brown, Kate Gynther, Bronwen Knox, Holly Lincoln-Smith, Alicia McCormack, Jane Moran, Glencora Ralph, Mel Rippon, Sophie Smith, Ash Southern, Rowie Webster, Nicola Zagame   |

### Vorrunde
Gruppe A
| Platz | Team                | Siege | Unent. | Ndlg. | Tore  | Diff. | Punkte |
| ----- | ------------------- | ----- | ------ | ----- | ----- | ----- | ------ |
| 1.    | Spanien             | 2     | 1      | 0     | 33:26 | +7    | 5      |
| 2.    | USA                 | 2     | 1      | 0     | 30:28 | +2    | 5      |
| 3.    | Ungarn              | 1     | 0      | 2     | 35:37 | −2    | 2      |
| 4.    | Volksrepublik China | 0     | 0      | 3     | 22:29 | −7    | 0      |

| Tag       | Zeit  | Begegnung        | Ergebnis                   |
| --------- | ----- | ---------------- | -------------------------- |
| 30. Juli  | 14:10 | Spanien – China  | 11:6 (2:2, 4:2, 4:2, 1:0)  |
| 30. Juli  | 19:40 | Ungarn – USA     | 13:14 (3:4, 4:4, 2:3, 4:3) |
| 1. August | 14:10 | Ungarn – China   | 11:10 (1:3, 4:4, 4:3, 2:0) |
| 1. August | 18:20 | Spanien – USA    | 9:9 (3:1, 2:2, 1:4, 3:2)   |
| 3. August | 14:10 | Spanien – Ungarn | 13:11 (4:3, 3:2, 3:2, 3:4) |
| 3. August | 19:40 | China – USA      | 6:7 (1:0, 2:2, 0:3, 3:2)   |

Gruppe B
| Platz | Team           | Siege | Unent. | Ndlg. | Tore  | Diff. | Punkte |
| ----- | -------------- | ----- | ------ | ----- | ----- | ----- | ------ |
| 1.    | Australien     | 3     | 0      | 0     | 37:18 | +18   | 6      |
| 2.    | Russland       | 2     | 0      | 1     | 22:21 | +01   | 4      |
| 3.    | Italien        | 1     | 0      | 2     | 22:22 | ±0    | 2      |
| 4.    | Großbritannien | 0     | 0      | 3     | 14:33 | −19   | 0      |

| Tag       | Zeit  | Begegnung                   | Ergebnis                  |
| --------- | ----- | --------------------------- | ------------------------- |
| 30. Juli  | 15:30 | Italien – Australien        | 8:10 (1:2, 3:2, 0:4, 4:2) |
| 30. Juli  | 18:20 | Großbritannien – Russland   | 6:7 (2:3, 3:2, 0:1, 1:1)  |
| 1. August | 15:30 | Italien – Russland          | 4:7 (0:1, 1:1, 1:4, 2:1)  |
| 1. August | 19:40 | Großbritannien – Australien | 3:16 (1:3, 1:3, 1:5, 0:5) |
| 3. August | 15:30 | Russland – Australien       | 8:11 (4:6, 1:2, 1:0, 2:3) |
| 3. August | 18:20 | Großbritannien – Italien    | 5:10 (2:4, 1:2, 1:2, 1:2) |

### Finalrunde
|  | Viertelfinale       | Viertelfinale |           |            | Halbfinale       | Halbfinale |  |  | Finale    | Finale    |
|  |                     |               |           |            |                  |            |  |  |           |           |
|  | 5. August           |               |           |            |                  |            |  |  |           |           |
|  | Ungarn              | 11            |           |            |                  |            |  |  |           |           |
|  | Ungarn              | 11            | 7. August |            |                  |            |  |  |           |           |
|  | Russland            | 10            |           |            |                  |            |  |  |           |           |
|  | Russland            | 10            | Ungarn    | 09         |                  |            |  |  |           |           |
|  |                     |               | Ungarn    | 09         |                  |            |  |  |           |           |
|  |                     | Spanien       | 10        |            |                  |            |  |  |           |           |
|  | Spanien             | Spanien       | 10        | 9          |                  |            |  |  |           |           |
|  | Spanien             |               |           | 9          |                  |            |  |  |           |           |
|  | Großbritannien      | 7             |           | 9. August  | 9. August        |            |  |  |           |           |
|  | 5. August           | 5. August     | Spanien   | 5          |                  |            |  |  |           |           |
|  | 5. August           | 5. August     |           | USA        | 8                |            |  |  |           |           |
|  | USA                 | 9             |           |            |                  |            |  |  |           |           |
|  | Italien             | 6             |           |            |                  |            |  |  |           |           |
|  | Italien             | 6             | USA       | 11         |                  |            |  |  |           |           |
|  |                     |               | USA       | 11         | Spiel um Platz 3 |            |  |  |           |           |
|  |                     | Australien    | 09        |            |                  |            |  |  |           |           |
|  | Volksrepublik China | Australien    | 09        | 18         | Ungarn           | 11         |  |  |           |           |
|  | Volksrepublik China | 7. August     |           | 18         | Ungarn           | 11         |  |  |           |           |
|  | Australien          | 20            |           | Australien | 13               |            |  |  |           |           |
|  | Australien          | 20            |           |            | 13               |            |  |  |           |           |
|  | 5. August           | 5. August     |           |            |                  |            |  |  | 9. August | 9. August |

Viertelfinale
| Tag       | Zeit  | Begegnung                | Ergebnis                                                       |
| --------- | ----- | ------------------------ | -------------------------------------------------------------- |
| 5. August | 14:50 | Ungarn – Russland        | 11:10 (3:3, 4:2, 1:3, 3:2)                                     |
| 5. August | 16:10 | China – Australien       | 18:20 nach Strafwurfwerfen (5:5, 3:3, 4:2, 2:4, 1:2, 1:0, 2:4) |
| 5. August | 19:00 | USA – Italien            | 9:6 (3:3, 3:0, 0:1, 3:2)                                       |
| 5. August | 20:20 | Spanien – Großbritannien | 9:7 (3:2, 3:0, 2:3, 1:2)                                       |

Halbfinale
| Tag       | Zeit  | Begegnung        | Ergebnis                                  |
| --------- | ----- | ---------------- | ----------------------------------------- |
| 7. August | 15:30 | USA – Australien | 11:9 n. V. (3:3, 3:2, 1:1, 2:3, 2:0, 0:0) |
| 7. August | 19:40 | Ungarn – Spanien | 9:10 (1:2, 4:5, 2:2, 2:1)                 |

Platzierungsspiele 5–8
| Tag       | Zeit  | Begegnung                 | Ergebnis                   |
| --------- | ----- | ------------------------- | -------------------------- |
| 7. August | 14:10 | Italien – China           | 10:14 (2:5, 2:5, 2:2, 4:2) |
| 7. August | 18:20 | Russland – Großbritannien | 11:9 (3:3, 1:2, 4:2, 3:2)  |

Spiel um Platz 7
| Tag       | Zeit  | Begegnung                | Ergebnis                  |
| --------- | ----- | ------------------------ | ------------------------- |
| 9. August | 14:30 | Italien – Großbritannien | 11:7 (2:3, 4:0, 3:2, 2:2) |

Spiel um Platz 5
| Tag       | Zeit  | Begegnung        | Ergebnis                              |
| --------- | ----- | ---------------- | ------------------------------------- |
| 9. August | 15:50 | China – Russland | 16:15 n. V. (3:3, 5:6, 3:2, 3:3, 2:1) |

Spiel um Platz 3
| Tag       | Zeit  | Begegnung           | Ergebnis                              |
| --------- | ----- | ------------------- | ------------------------------------- |
| 9. August | 18:40 | Australien – Ungarn | 13:11 n. V. (2:1, 5:3, 3:4, 1:3, 2:0) |

Finale
| Tag       | Zeit  | Begegnung     | Ergebnis                 |
| --------- | ----- | ------------- | ------------------------ |
| 9. August | 20:00 | USA – Spanien | 8:5 (1:1, 4:1, 2:0, 1:3) |

## Medaillenspiegel
| Platz | Land               | G | S | B | Gesamt |
| ----- | ------------------ | - | - | - | ------ |
| 1     | Kroatien           | 1 | 0 | 0 | 1      |
| 1     | Vereinigte Staaten | 1 | 0 | 0 | 1      |
| 3     | Italien            | 0 | 1 | 0 | 1      |
| 3     | Spanien            | 0 | 1 | 0 | 1      |
| 5     | Australien         | 0 | 0 | 1 | 1      |
| 5     | Serbien            | 0 | 0 | 1 | 1      |
| Total | Total              | 2 | 2 | 2 | 6      |

## Qualifikation

### Qualifikationskriterien
Es werden 260 Athleten an den Wettbewerben teilnehmen, 104 Frauen (acht Mannschaften mit jeweils 13 Spielerinnen) und 156 Männer (zwölf Mannschaften mit jeweils 13 Spielern). Bei den Männern qualifizierten sich die Medaillengewinner der Weltmeisterschaften vom 16. bis 31. Juli 2011 in Shanghai sowie der Sieger der FINA-Weltliga 2011. Jeweils bei Frauen und Männern qualifizierten sich die Sieger der fünf kontinentalen Meisterschaften oder Qualifikationsturniere. Großbritannien war als Gastgeber automatisch qualifiziert und gilt als europäischer Qualifikant. Im April 2012 fand für Frauen und Männer zudem jeweils ein internationales Qualifikationsturnier statt, bei dem sich die drei besten Mannschaften für das olympische Turnier qualifizierten. War ein Land bereits für das olympische Turnier qualifiziert und erreichte in der Folge erneut eine Platzierung, die zur Teilnahme berechtigte, so rückte die nächstfolgende noch nicht qualifizierte Mannschaft nach.
Übersicht aller Qualifikationswettbewerbe:
Männer:
- FINA-Weltliga 2011 in  Florenz, 21. bis 26. Juni 2011
- Weltmeisterschaft 2011 in  Shanghai, 16. bis 31. Juli 2011
- Panamerikanische Spiele in  Guadalajara, 23. bis 29. Oktober 2011
- Asiatisches Qualifikationsturnier in  Chiba, 23. bis 29. Januar 2012
- Internationales Qualifikationsturnier in  Edmonton, 1. bis 8. April 2012

Frauen:
- Panamerikanische Spiele in  Guadalajara, 23. bis 28. Oktober 2011
- Asiatisches Qualifikationsturnier in  Chiba, 23. bis 29. Januar 2012
- Internationales Qualifikationsturnier in  Triest, 15. bis 22. April 2012

Bei den Männern war Serbien als Sieger der Weltliga die erste qualifizierte Mannschaft. Bei den Weltmeisterschaften sicherten sich Italien, Kroatien und Ungarn ihre Teilnahme. Bei den Panamerikanischen Spielen qualifizierte sich bei Frauen und Männern die US-amerikanische Mannschaft, beim asiatischen Qualifikationsturnier bei den Männern Kasachstan und bei den Frauen China. Die afrikanischen Verbände haben auf die Ausrichtung eines Qualifikationsturniers verzichtet. Der frei werdende Quotenplatz wurde daraufhin bei den abschließenden Qualifikationsturnieren vergeben, so dass sich hier jeweils vier Mannschaften qualifizieren konnten.

### Qualifikationsturniere

#### Männer
| Gruppe A |                |          |        |
| Rang     | Mannschaft     | Tordiff. | Punkte |
| 1.       | Montenegro     | 59:34    | 10     |
| 2.       | Rumänien       | 43:44    | 6      |
| 3.       | Griechenland   | 53:34    | 6      |
| 4.       | Nordmazedonien | 29:45    | 4      |
| 5.       | Deutschland    | 41:43    | 4      |
| 6.       | Niederlande    | 28:53    | 0      |

| 1. Mai | Montenegro   | Niederlande  | 12:6 |
| 1. Mai | Griechenland | Mazedonien   | 12:2 |
| 1. Mai | Deutschland  | Rumänien     | 10:9 |
| 2. Mai | Niederlande  | Mazedonien   | 6:9  |
| 2. Mai | Rumänien     | Griechenland | 10:9 |
| 2. Mai | Montenegro   | Deutschland  | 11:7 |
| 3. Mai | Mazedonien   | Rumänien     | 6:9  |
| 3. Mai | Deutschland  | Niederlande  | 11:6 |
| 3. Mai | Griechenland | Montenegro   | 7:8  |
| 4. Mai | Niederlande  | Rumänien     | 5:7  |
| 4. Mai | Montenegro   | Mazedonien   | 14:6 |
| 4. Mai | Deutschland  | Griechenland | 9:11 |
| 5. Mai | Griechenland | Niederlande  | 14:5 |
| 5. Mai | Mazedonien   | Deutschland  | 6:4  |
| 5. Mai | Montenegro   | Rumänien     | 14:8 |

| Gruppe B |             |          |        |
| Rang     | Mannschaft  | Tordiff. | Punkte |
| 1.       | Spanien     | 61:21    | 8      |
| 2.       | Kanada      | 45:28    | 6      |
| 3.       | Brasilien   | 43:47    | 3      |
| 4.       | Türkei      | 27:55    | 2      |
| 5.       | Argentinien | 27:52    | 1      |

| 1. Mai | Spanien     | Brasilien   | 17:7  |
| 1. Mai | Türkei      | Argentinien | 9:9   |
| 2. Mai | Argentinien | Spanien     | 6:14  |
| 2. Mai | Kanada      | Brasilien   | 12:9  |
| 3. Mai | Brasilien   | Argentinien | 16:7  |
| 3. Mai | Türkei      | Kanada      | 5:14  |
| 4. Mai | Türkei      | Spanien     | 2:21  |
| 4. Mai | Kanada      | Argentinien | 13:5  |
| 5. Mai | Brasilien   | Türkei      | 11:11 |
| 5. Mai | Spanien     | Kanada      | 9:6   |

|  | Viertelfinale 6. Mai | Viertelfinale 6. Mai | Viertelfinale 6. Mai |  |  | Halbfinale 7. Mai | Halbfinale 7. Mai | Halbfinale 7. Mai |  |  | Finale 8. Mai    | Finale 8. Mai    | Finale 8. Mai    |
|  |                      |                      |                      |  |  |                   |                   |                   |  |  |                  |                  |                  |
|  | Montenegro           | Montenegro           | 19                   |  |  |                   |                   |                   |  |  |                  |                  |                  |
|  | Turkei               | Türkei               | 6                    |  |  |                   |                   |                   |  |  |                  |                  |                  |
|  |                      |                      |                      |  |  | Montenegro        | Montenegro        | 13                |  |  |                  |                  |                  |
|  |                      |                      |                      |  |  | Griechenland      | Griechenland      | 12                |  |  |                  |                  |                  |
|  | Griechenland         | Griechenland         | 10                   |  |  |                   |                   |                   |  |  |                  |                  |                  |
|  | Kanada               | Kanada               | 6                    |  |  |                   |                   |                   |  |  |                  |                  |                  |
|  |                      |                      |                      |  |  |                   |                   |                   |  |  | Montenegro       | Montenegro       | 12               |
|  |                      |                      |                      |  |  |                   |                   |                   |  |  | Spanien          | Spanien          | 9                |
|  | Rumänien             | Rumänien             | 19                   |  |  |                   |                   |                   |  |  |                  |                  |                  |
|  | Brasilien            | Brasilien            | 8                    |  |  |                   |                   |                   |  |  |                  |                  |                  |
|  |                      |                      |                      |  |  | Rumänien          | Rumänien          | 6                 |  |  |                  |                  |                  |
|  |                      |                      |                      |  |  | Spanien           | Spanien           | 11                |  |  | Spiel um Platz 3 | Spiel um Platz 3 | Spiel um Platz 3 |
|  | Mazedonien 1995      | Mazedonien           | 7                    |  |  |                   |                   |                   |  |  | Griechenland     | Griechenland     | 14               |
|  | Spanien              | Spanien              | 11                   |  |  |                   |                   |                   |  |  | Rumänien         | Rumänien         | 10               |

#### Frauen
| Gruppe A |            |          |        |
| Rang     | Mannschaft | Tordiff. | Punkte |
| 1.       | Ungarn     | 32:32    | 4      |
| 2.       | Russland   | 39:37    | 4      |
| 3.       | Spanien    | 30:31    | 2      |
| 4.       | Italien    | 33:34    | 2      |

| 17. April | Russland | Ungarn  | 12:13 |
| 17. April | Italien  | Spanien | 9:10  |
| 18. April | Russland | Spanien | 12:11 |
| 18. April | Italien  | Ungarn  | 11:9  |
| 19. April | Ungarn   | Spanien | 10:9  |
| 19. April | Russland | Italien | 15:13 |

| Gruppe B |              |          |        |
| Rang     | Mannschaft   | Tordiff. | Punkte |
| 1.       | Niederlande  | 62:28    | 7      |
| 2.       | Griechenland | 55:27    | 6      |
| 3.       | Kanada       | 39:29    | 5      |
| 4.       | Kasachstan   | 26:53    | 1      |
| 5.       | Brasilien    | 19:64    | 1      |

| 15. April | Kanada       | Kasachstan   | 15:4  |
| 15. April | Brasilien    | Niederlande  | 4:23  |
| 16. April | Niederlande  | Kanada       | 11:11 |
| 16. April | Griechenland | Brasilien    | 23:4  |
| 17. April | Kasachstan   | Niederlande  | 7:15  |
| 17. April | Kanada       | Griechenland | 2:10  |
| 18. April | Griechenland | Kasachstan   | 16:8  |
| 18. April | Brasilien    | Kanada       | 4:11  |
| 19. April | Kasachstan   | Brasilien    | 7:7   |
| 19. April | Griechenland | Niederlande  | 6:13  |

|  | Viertelfinale 20. April | Viertelfinale 20. April | Viertelfinale 20. April |  |  | Halbfinale 21. April | Halbfinale 21. April | Halbfinale 21. April |  |  | Finale 22. April | Finale 22. April | Finale 22. April |
|  |                         |                         |                         |  |  |                      |                      |                      |  |  |                  |                  |                  |
|  | Ungarn                  | Ungarn                  | 18                      |  |  |                      |                      |                      |  |  |                  |                  |                  |
|  | Kasachstan              | Kasachstan              | 5                       |  |  |                      |                      |                      |  |  |                  |                  |                  |
|  |                         |                         |                         |  |  | Ungarn               | Ungarn               | 8                    |  |  |                  |                  |                  |
|  |                         |                         |                         |  |  | Spanien              | Spanien              | 10                   |  |  |                  |                  |                  |
|  | Spanien                 | Spanien                 | 9                       |  |  |                      |                      |                      |  |  |                  |                  |                  |
|  | Griechenland            | Griechenland            | 7                       |  |  |                      |                      |                      |  |  |                  |                  |                  |
|  |                         |                         |                         |  |  |                      |                      |                      |  |  | Spanien          | Spanien          | 9                |
|  |                         |                         |                         |  |  |                      |                      |                      |  |  | Italien          | Italien          | 5                |
|  | Russland                | Russland                | 7                       |  |  |                      |                      |                      |  |  |                  |                  |                  |
|  | Kanada                  | Kanada                  | 6                       |  |  |                      |                      |                      |  |  |                  |                  |                  |
|  |                         |                         |                         |  |  | Russland             | Russland             | 13                   |  |  |                  |                  |                  |
|  |                         |                         |                         |  |  | Italien              | Italien              | 14                   |  |  | Spiel um Platz 3 | Spiel um Platz 3 | Spiel um Platz 3 |
|  | Italien                 | Italien                 | 7                       |  |  |                      |                      |                      |  |  | Ungarn           | Ungarn           | 13               |
|  | Niederlande             | Niederlande             | 6                       |  |  |                      |                      |                      |  |  | Russland         | Russland         | 18               |

### Qualifizierte Mannschaften
| Qualifizierte Mannschaften | Qualifizierte Mannschaften | Qualifizierte Mannschaften | Qualifizierte Mannschaften |
| Männer                     | Männer                     | Frauen                     | Frauen                     |
| -------------------------- | -------------------------- | -------------------------- | -------------------------- |
| Weltliga                   | Serbien                    | –                          | –                          |
| WM 2011                    | Italien                    | –                          | –                          |
| WM 2011                    | Kroatien                   | –                          | –                          |
| WM 2011                    | Ungarn                     | –                          | –                          |
| Gastgeber/Europa           | Großbritannien             | Gastgeber/Europa           | Großbritannien             |
| Afrika                     | –                          | Afrika                     | –                          |
| Amerika                    | USA                        | Amerika                    | USA                        |
| Asien                      | Kasachstan                 | Asien                      | Volksrepublik China        |
| Ozeanien                   | Australien                 | Ozeanien                   | Australien                 |
| Qualifikationsturnier      | Montenegro                 | Qualifikationsturnier      | Spanien                    |
| Qualifikationsturnier      | Spanien                    | Qualifikationsturnier      | Italien                    |
| Qualifikationsturnier      | Griechenland               | Qualifikationsturnier      | Russland                   |
| Qualifikationsturnier      | Rumänien                   | Qualifikationsturnier      | Ungarn                     |